# De zoevende zusters
De zoevende zusters is een stripverhaal uit de reeks van Suske en Wiske. Het is geschreven door Peter Van Gucht en het is het eerste album dat is getekend door Wout Schoonis. Het kwam uit als 371ste album in de Vierkleurenreeks op 22 november 2023. 

## Personages
- Suske, Wiske, Lambik, Jerom, tante Sidonia, Schanulleke, lady Sabel (alias de Zwarte Madam), Sinopel (Kludde), Lazuur (Lange Wapper), Big Snowbell[1], Net de Anker[2], Celestien Boemerang[3], Anne-Marie van Zwollem, Rosafiere, Glacillia, appelboer.

## Locaties
- Huis van tante Sidonia, huis van Lambik en Jerom, Karamellendreef, Donkse bos.

## Verhaal

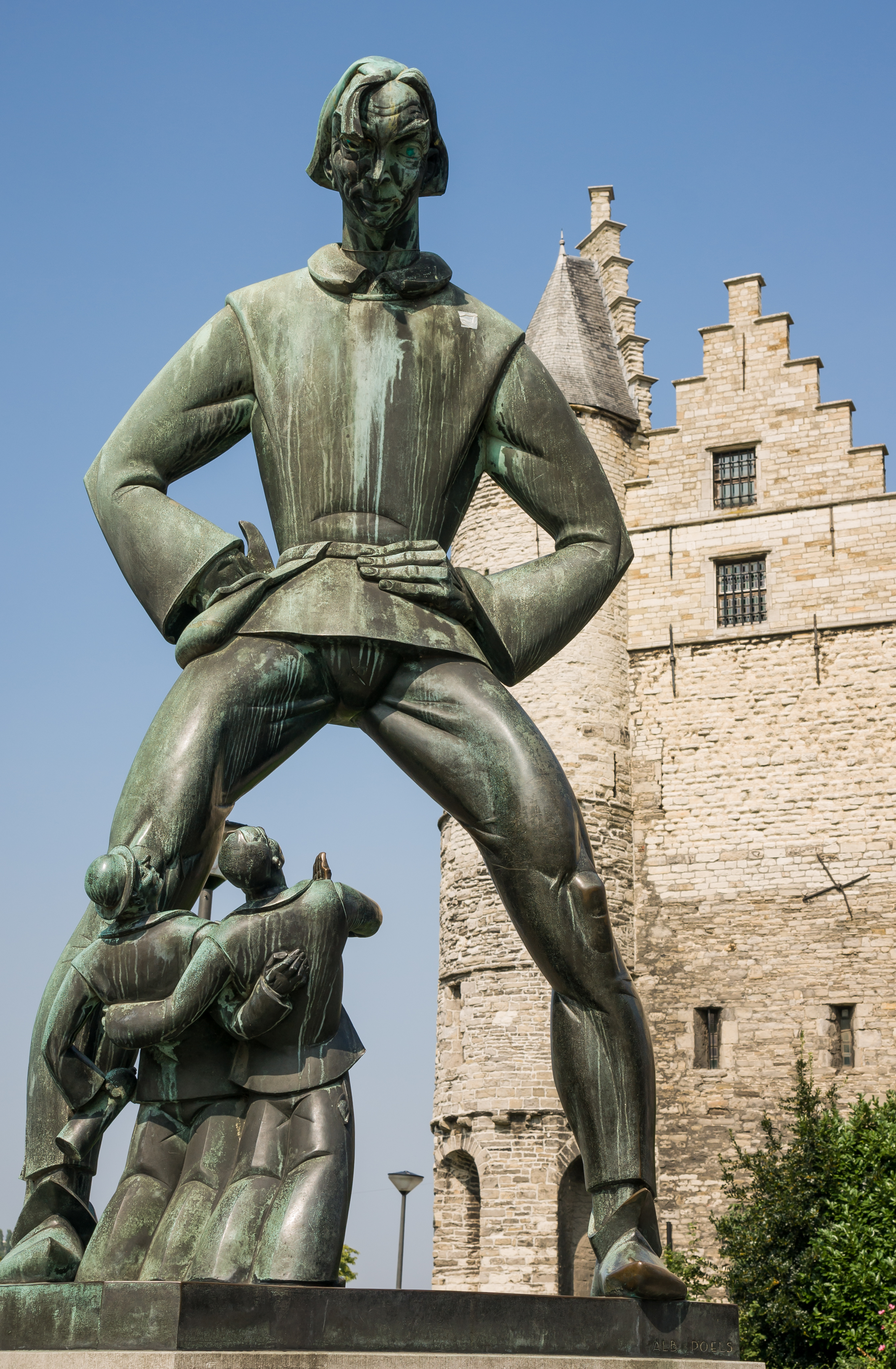
Lange Wapper Standbeeld voor kasteel Het Steen (Antwerpen)

Wiske krijgt een online berichtje met het verzoek om naar de Karamellendreef te komen. Tante Sidonia gaat mee om een oogje in het zeil te houden. Even later valt het Suske op dat tante Sidonia en Wiske zich bij hun terugkomst vreemd gedragen. 
Suske moet bij Lambik gaan slapen, want er zijn vrouwen uitgenodigd om te blijven logeren. Lambik ontdekt dat tante Sidonia samen met Wiske, Big Snowbell, Net de Anker, Celestien Boemerang en Anne-Marie van Zwollem tot heks wordt opgeleid. Hij verkleedt zich daarop als heksenjager, terwijl Suske op onderzoek gaat bij de Karamellendreef. Suske ontdekt dat Rosafiere in de kelder zit opgesloten. Jerom doet intussen onderzoek in oude Suske en Wiske-albums, naar aanleiding van de bekend klinkende namen.
Lambik verstoort de bijeenkomst van de heksen en hoort dat ze een meisje willen bevrijden dat in de wortels van een grote boom - de bazelaar - gevangen zit. Hier zijn zeven heksen voor nodig. Suske hoort het verhaal van Rosafiere en haar dochtertje Glacillia. Ze werden het dorp uit gejaagd en konden de huur van een hutje niet meer betalen, waardoor ze hun schapen moesten verkopen. Rosafiere gaf haar dochtertje een deken, gemaakt van de wol van Bé, haar lievelingsschaap. Het dekentje werd echter gestolen en het meisje roept een Kleine IJstijd op, waarna haar moeder zich in een bazelaar verandert en het meisje in de wortels naar beneden trekt. De heksen vliegen inmiddels op bezems door de lucht en proberen de mensen te helpen, maar dit pakt allemaal verkeerd uit. Jerom leest De straatridder en appt naar Lambik, want hij weet nu wie Sabel is; Sabel, Sinopel en Lazuur blijken heraldische kleuren te zijn.
Lambik wordt echter uitgeschakeld door Sinopel en Lazuur. De heksen laten de bazelaar verdwijnen en Glacillia komt tevoorschijn, nog steeds belust op wraak voor de diefstal van haar dekentje. Lambik komt aan bij de dames en waarschuwt dat lady Sabel eigenlijk de Zwarte Madam is. Ze wil de mensheid vernietigen door de kracht van Glacillia. Het wordt koud en het meisje roept sneeuwmonsters op. Lambiks motor wordt betoverd en hij achtervolgt de Zwarte Madam. Het lukt hem de heks af te leiden en ze vliegt tegen een kerktoren. Daarna bindt Lambik haar vast met vlierbestouw. Suske hoort ondertussen van Rosafiere dat haar geest uit de boom werd getrokken door de Zwarte Madam, nadat zij ontdekte dat Glacillia in de wortels verborgen zit. Suske wil met Rosafiere naar de bazelaar aan, maar Kludde en Lange Wapper proberen hen tegen te houden. Jerom komt te hulp en kan de sneeuwmonsters verslaan, maar Glacillia is machtiger en hij wordt in het ijs gevangen. 
Lambik en de Zwarte Madam keren terug en ze kijkt in een mini-glazen-bol naar het verleden. Een kleermaker had geen geld om stof te kopen en daarom stal hij het dekentje. Hij maakte er een popje van. Wiske herkent het popje en ze besluit Schanulleke aan Glacillia te geven. Het meisje wantrouwt dit eerst, maar ze bemerkt de zachtheid van het popje en ziet dat mensen toch goed kunnen zijn. Ze laat de kou verdwijnen. De Zwarte Madam is blij dat haar plan is geslaagd, want Wiske is nu haar geliefde poppetje kwijt. Als kwelgeest geniet ze van dit soort dingen. Dan biedt Glacillia echter aan om het popje terug te geven, ze is alleen geïnteresseerd in het jurkje dat Schanulleke draagt. 
Glacillia en haar moeder vertrekken naar Fantasia en ze nemen de toverkracht van de dames weer af. Lange Wapper en Kludde hebben intussen de Zwarte Madam weer opgepikt. Celestien biedt aan om met Wiske te gaan shoppen, zodat Schanulleke een nieuw jurkje krijgt.

## Achtergronden bij het verhaal
1. ↑  verscheen eerder in De lachende wolf, De curieuze neuzen en SOS Snowbell
2. ↑  nicht van tante Sidonia, verscheen eerder in De stierentemmer en De curieuze neuzen
3. ↑  de vrouw van Theofiel Boemerang, verscheen eerder in De windmakers